# シムリット級ミサイル艇
シムリット級ミサイル艇（英語: Shimrit-class missile hydrofoils）は、イスラエル海軍のミサイル艇の艦級。

## 設計
本級は、アメリカ海軍の砲艇「フラッグスタッフ」（後にアメリカ沿岸警備隊で再就役）に準じて、グラマン社のMk.IIと称される設計を採用している。これは全没型水中翼船型の採用によって高速発揮を可能にしていた。主船体はアルミニウム製である。
主機関はアリソン501-KFガスタービンエンジンであり、また低速で艇体航走する際には、ゼネラルモーターズ6V53ディーゼルエンジンと電動機による補助電気推進を用いる。推進器への動力伝達にZドライブ方式を用いているという特徴がある。しかし高速性能に関しては、ネームシップは深刻な初期不良に直面し、その克服後も、海上公試での最大速力は47ノットにとどまり、設計速力の52ノットには到達できなかった。なお高速力もあり、小型艇であるにもかかわらず、旋回半径は200メートル（45ノット航走時）に達した。
操舵室上には大型のパイナップル型のレドームが配置されており、外見上の特徴となっている。ここには捜索レーダーや射撃指揮装置、電子戦装置のアンテナが収容されていた。

## 同型艦一覧
1978年に3隻が発注され、ネームシップはアメリカで、残る2隻はイスラエルで建造された。当初計画では計15隻の整備が予定されていたが、上記の不具合などもあり、1982年には追加発注の中止が決定された。
| #     | 艦名                | 就役      | 退役   |
| ----- | ------------------- | --------- | ------ |
| M 161 | シムリット Shimrit  | 1982年7月 | 1993年 |
| M 162 | リヴニト Livnit     | 1983年    | 1993年 |
| M 163 | サンピリト Sanpirit | 1985年6月 | 1993年 |